# ハイアー・オクターヴ
ハイアー・オクターヴ（Higher Octave）は、1989年に設立されたスムーズ・ジャズ、ラテン音楽等のワールドミュージック、ニューエイジ・ミュージックをメインとするレコード・レーベル。
2003年にEMIに買収され、EMI傘下にあるヴァージン・レコードのナラダ・プロダクションの一部になる。当初はカリフォルニア州に本部を構えていたが、買収されたことにより、ウィスコンシン州に本部を構えるナラダの中にある。
2006年にEMIはブルーノートを主宰とするブルーノート・レーベル・グループを発足。ナラダとともにこの傘下に入るが、2007年には活動を一時停止している。

## 主なアーティスト
- アコースティック・アルケミー
- アディエマス
- ウィリアム・オーラ
- エリック・ダリウス
- オットマー・リーバート
- クスコ
- クリス・スフィーリス
- クレイグ・チャキーコ
- サード・フォース
- ジミー・ソマーズ
- ジム・マッカーティ
- シャーヒーン&セーペア
- ジョン・アンダーソン
- トム・スコット
- ニール・ショーン
- バケットヘッド
- B-トライブ
- 姫神
- レ・ヌビアン